# Villa Della Casa
Villa Della Casa, è una residenza privata situata a Baveno (VB) sul lago Maggiore. Venne costruita nel 1875 dall'architetto svizzero Augusto Guidini per l'imprenditore Nicola Della Casa, attivo nel campo dell'estrazione e lavorazione del granito.

## La villa
È realizzata in uno stile svizzero con pregevoli balconi scolpiti. Sulla facciata principale è presente il motto della Premiata ditta Della Casa: Labor Prima Virtus.
Lungo le facciate sono presenti tondi in terracotta raffiguranti personalità della storia e della cultura italiana.

## Il giardino
Il giardino, prevalentemente pianeggiante, è caratterizzato da macchie di alberi secolari tra i quali si distingue un imponente esemplare di Ginkgo biloba piantato nel 1875 e oggi tra i più grandi d'Europa.  La villa è stata oggetto di un censimento per conto della Regione Piemonte e del Museo del Paesaggio sulle ville e i giardini di interesse storico e culturale.

## L'architetto
Augusto Guidini è stato anche l'architetto di villa Taranto a Verbania e il progettista dei restauri del Palazzo Bolongaro a Stresa, di proprietà prima dei Bolongaro e poi di Antonio Rosmini.